# Sarothrias morokanus
Sarothrias morokanus  (лат.) — вид мелких жуков рода Sarothrias из семейства Якобсонииды (Jacobsoniidae). Океания.

## Распространение
Новая Гвинея.

## Описание
Очень мелкие жуки, которые имеют длину около 2 мм, желтовато-коричневого цвета. Надкрылья с вдавленными 1, 2 и 3 рядами, 2 и 3-й ряды соединяются на уровне метакокс или позади его. 3-й ряд надкрылий вдавлен но прерывается только перед соединением со вторым рядом, где он представлен остаточными пунктурами. Пронотум лишён чешуевидных щетинок.
Эпиплевральный и латеральный кили оканчиваются на одном уровне. Формула лапок 3-3-3, булава усиков 3-члениковая.
Вид Sarothrias morokanus Poggi, 1991 был впервые описан в 1991 году и итальянским энтомологом Р. Поджи (R. Poggi), а его валидный статус подтверждён в ходе ревизии, проведённой в 2015 году китайскими энтомологами (Wen-Xuan Bi, Шанхай; Chang-Chin Chen, Tianjin New Wei San Industrial Company, Limited, Tianjin; Mei-Ying Lin, National Zoological Museum of China, Пекин, Китай).